# Lista de prêmios e indicações recebidos por Diante do Trono
A lista de prêmios e indicações recebidas pelo Diante do Trono é citada abaixo.

## Troféu Talento
Prêmios e indicações ao Troféu Talento:
| Ano  | Categoria                            | Indicado                        | Resultado |
| ---- | ------------------------------------ | ------------------------------- | --------- |
| 2002 | Grupo do Ano                         | Diante do Trono                 | Venceu    |
| 2002 | Música do Ano                        | "Preciso de Ti"                 | Venceu    |
| 2003 | Grupo do Ano                         | Diante do Trono                 | Venceu    |
| 2003 | CD do Ano                            | Nos Braços do Pai               | Indicado  |
| 2003 | CD Adoração e Louvor                 | Nos Braços do Pai               | Venceu    |
| 2004 | CD Infantil                          | Amigo de Deus                   | Venceu    |
| 2004 | Música do Ano                        | "Quero Me Apaixonar"            | Indicado  |
| 2004 | Melhor CD Ao Vivo                    | Quero Me Apaixonar              | Venceu    |
| 2004 | Melhor Intérprete Feminino           | Ana Paula Valadão               | Venceu    |
| 2004 | Melhor CD - Adoração e Louvor        | Quero Me Apaixonar              | Venceu    |
| 2004 | Grupo do Ano                         | Diante do Trono                 | Venceu    |
| 2004 | Revelação Feminina                   | Nívea Soares                    | Venceu    |
| 2004 | CD do Ano                            | Quero Me Apaixonar              | Venceu    |
| 2005 | Melhor Arranjo                       | Paulo Abucater e Gustavo Soares | Indicado  |
| 2005 | Melhor Intérprete Feminino           | Ana Paula Valadão               | Indicado  |
| 2005 | Melhor Compositor                    | Ana Paula Valadão               | Indicado  |
| 2005 | Melhor Website                       | Diante do Trono                 | Indicado  |
| 2005 | Melhor álbum infantil                | Quem é Jesus?                   | Indicado  |
| 2005 | Melhor Projeto Gráfico - CD Infantil | Quem é Jesus?                   | Indicado  |
| 2005 | Melhor DVD                           | Esperança                       | Indicado  |
| 2005 | Melhor CD Adoração e Louvor          | Esperança                       | Venceu    |
| 2005 | Melhor CD Ao Vivo                    | Esperança                       | Indicado  |
| 2005 | CD do Ano                            | Esperança                       | Venceu    |
| 2005 | Melhor Projeto Gráfico               | Esperança                       | Indicado  |
| 2005 | Grupo de Louvor                      | Diante do Trono                 | Venceu    |
| 2005 | Música do Ano                        | "Esperança"                     | Indicado  |
| 2006 | Melhor Compositor                    | Ana Paula Valadão               | Venceu    |
| 2006 | Intérprete Feminino                  | Ana Paula Valadão               | Indicado  |
| 2006 | Melhor Projeto Gráfico Infantil      | Vamos Compartilhar              | Indicado  |
| 2006 | Melhor DVD Infantil                  | Vamos Compartilhar              | Indicado  |
| 2006 | Álbum Infantil                       | Vamos Compartilhar              | Venceu    |
| 2006 | Álbum Adoração e Louvor              | Ainda Existe uma Cruz           | Indicado  |
| 2006 | Álbum Ao Vivo                        | Ainda Existe uma Cruz           | Venceu    |
| 2006 | Melhor Projeto Gráfico               | Ainda Existe uma Cruz           | Indicado  |
| 2006 | Grupo de Louvor                      | Diante do Trono                 | Venceu    |
| 2006 | Destaque 2005                        | Diante do Trono                 | Indicado  |
| 2006 | Música do Ano                        | "Ainda Existe uma Cruz"         | Indicado  |
| 2007 | Melhor álbum instrumental            | Sem Palavras                    | Venceu    |
| 2007 | Música do ano                        | "Por Amor de Ti, Oh Brasil"     | Indicado  |
| 2007 | Intérprete Feminino                  | Ana Paula Valadão               | Indicado  |
| 2007 | Álbum infantil                       | A Arca de Noé                   | Indicado  |
| 2007 | DVD Infantil                         | A Arca de Noé                   | Venceu    |
| 2007 | Melhor Grupo de Louvor               | Diante do Trono                 | Indicado  |
| 2007 | Melhor DVD                           | Por Amor de Ti, Oh Brasil       | Venceu    |
| 2007 | Álbum Adoração e Louvor              | Por Amor de Ti, Oh Brasil       | Indicado  |
| 2007 | Álbum ao vivo                        | Por Amor de Ti, Oh Brasil       | Indicado  |
| 2008 | Álbum infantil                       | Samuel, o Menino que ouviu Deus | Venceu    |
| 2008 | Melhor DVD                           | 10 Anos Tempo de Festa          | Indicado  |
| 2008 | Melhor DVD                           | Príncipe da Paz                 | Venceu    |
| 2008 | Grupo de Louvor                      | Diante do Trono                 | Indicado  |
| 2008 | Música do Ano                        | "Príncipe da Paz"               | Indicado  |
| 2008 | Álbum Adoração e Louvor              | Príncipe da Paz                 | Indicado  |
| 2008 | Álbum ao Vivo                        | Príncipe da Paz                 | Indicado  |
| 2008 | Álbum do ano                         | Príncipe da Paz                 | Indicado  |
| 2009 | Álbum Infantil                       | Para Adorar Ao Senhor - Ao Vivo | Venceu    |
| 2009 | Melhor DVD                           | A Canção do Amor                | Indicado  |
| 2009 | Grupo de Louvor                      | Diante do Trono                 | Venceu    |
| 2009 | Álbum Adoração e Louvor              | A Canção do Amor                | Indicado  |
| 2009 | Intérprete Feminino                  | Ana Paula Valadão               | Indicado  |
| 2009 | Álbum do Ano                         | A Canção do Amor                | Indicado  |
| 2009 | Música do Ano                        | A Canção do Amor                | Indicado  |

## Troféu Promessas
Prêmios e indicações ao Troféu Promessas:
| Ano                         | Categoria                   | Indicado        | Resultado |
| --------------------------- | --------------------------- | --------------- | --------- |
| 2011                        | Melhor Clipe                | "Eis-me Aqui"   | Indicado  |
| 2011                        | Melhor CD                   | Aleluia         | Indicado  |
| 2011                        | Melhor DVD                  | Aleluia         | Venceu    |
| 2011                        | Melhor Ministério de Louvor | Diante do Trono | Venceu    |
| 2011                        | Melhor Música               | "Aleluia"       | Indicado  |
| 2012                        |                             |                 |           |
| Melhor CD                   | Sol da Justiça              | Indicado        |           |
| Melhor DVD                  | Sol da Justiça              | Indicado        |           |
| Melhor Ministério de Louvor | Diante do Trono             | Venceu          |           |
| Melhor Música               | "Me ama"                    | Venceu          |           |
| 2013                        |                             |                 |           |
| Melhor CD                   | Creio                       | Venceu          |           |
| Melhor DVD                  | Creio                       | Indicado        |           |
| Melhor Ministério de Louvor | Diante do Trono             | Indicado        |           |
| Melhor Música               | "Creio"                     | Indicado        |           |

## Grammy Latino
Prêmios e indicações ao Grammy Latino:
| Ano  | Categoria                                         | Indicado       | Resultado |
| ---- | ------------------------------------------------- | -------------- | --------- |
| 2012 | Melhor Álbum de Música Cristã (Língua Portuguesa) | Sol da Justiça | Indicado  |

## Deezer Gospel Day
Prêmios e indicações ao Deezer Gospel Day: 
| Ano  | Categoria      | Indicado          | Resultado |
| ---- | -------------- | ----------------- | --------- |
| 2021 | Artista do Ano | Ana Paula Valadão | Venceu    |

## Troféu Gerando Salvação
Prêmios e indicações ao Troféu Gerando salvação:
| Ano  | Categoria             | Indicado                                              | Resultado |
| ---- | --------------------- | ----------------------------------------------------- | --------- |
| 2021 | Banda, Grupo ou Dupla | Diante do Trono                                       | Indicado  |
| 2024 | Cantora do Ano        | Ana Paula Valadão                                     | Indicado  |
| 2024 | Banda, Grupo ou Dupla | Eles mesmos                                           | Indicado  |
| 2024 | Feat do ano           | A Doçura do Teu Falar (feat. Fernanda Brum e Eyshila) | Indicado  |